# 北海道・東北地方にある建造物の重要文化財一覧
北海道・東北地方にある建造物の重要文化財一覧（ほっかいどう・とうほくちほうにあるけんぞうぶつのじゅうようぶんかざいいちらん）は、重要文化財の建造物のうち、北海道・東北地方にあるものの一覧である。
文化財保護法では重要文化財は大きく「建造物」と「美術工芸品」の2つの部に分かれているが、本記事では建造物のみを扱う。なお重要文化財のうち特に価値の高いものは国宝に指定されている。文化財保護法の規定では、国宝は重要文化財指定物件のうちから指定することとされている（同法第27条第2項）。
※当地方所在の重要文化財の美術工芸品については北海道・東北地方の重要文化財一覧を参照。

## 北海道
- 福山城（松前城）本丸御門〔松前郡松前町〕
- 龍雲院 5棟〔松前郡松前町〕
  - 本堂
  - 庫裏
  - 惣門
  - 鐘楼
  - 土蔵
- 法源寺山門〔松前郡松前町〕
- 太刀川家住宅店舗（北海道函館市弁天町）（たちかわけじゅうたくてんぽ）〔函館市〕
- 旧函館区公会堂 2棟〔函館市〕
  - 本館
  - 附属棟
- 函館ハリストス正教会復活聖堂〔函館市〕
- 遺愛学院（旧遺愛女学校） 2棟〔函館市〕
  - 本館
  - 旧宣教師館
- 大谷派本願寺函館別院 3棟〔函館市〕
  - 本堂
  - 鐘楼
  - 正門
- 旧相馬家住宅　2棟〔函館市〕
  - 主屋
  - 土蔵
- 旧中村家住宅（北海道檜山郡江差町） 3棟〔檜山郡江差町〕
  - 主屋
  - 文庫倉
  - 下ノ倉
- 旧笹浪家住宅（北海道檜山郡上ノ国町） 3棟、土地〔檜山郡上ノ国町〕
  - 主屋
  - 土蔵
  - 米蔵・文庫蔵
- 上国寺本堂（じょうこくじほんどう）〔檜山郡上ノ国町〕
- 旧下ヨイチ運上家（きゅうしもよいちうんじょうや）〔余市郡余市町〕
- 旧日本郵船株式会社小樽支店（きゅうにっぽんゆうせんかぶしきがいしゃおたるしてん）〔小樽市〕
- 旧手宮鉄道施設 3棟3所〔小樽市〕 - 小樽市総合博物館敷地内
  - 機関車庫一号
  - 機関車庫三号
  - 危険品庫
  - 貯水槽
  - 転車台
  - 擁壁
- 八窓庵（旧舎那院忘筌）（はっそうあん（きゅうしゃないんぼうせん））〔札幌市〕
- 豊平館（ほうへいかん）〔札幌市〕
- 北海道庁旧本庁舎〔札幌市〕
- 北海道大学農学部（旧東北帝国大学農科大学）第二農場 9棟〔札幌市〕 - 明細は札幌農学校第2農場を参照
- 旧札幌農学校演武場（時計台）〔札幌市〕
- 北海道大学農学部植物園・博物館 4棟〔札幌市〕
  - 博物館本館
  - 博物館事務所
  - 博物館倉庫
  - 植物園門衛所
- 旧開拓使工業局庁舎〔札幌市〕 - 北海道開拓の村参照
- 旧札幌控訴院庁舎〔札幌市〕 - 札幌市資料館参照
- 旧三戸部家住宅（北海道有珠郡伊達町）（きゅうみとべけじゅうたく）〔伊達市〕
- 旧旭川偕行社（きゅうあさひかわかいこうしゃ）〔旭川市〕 - 中原悌二郎記念旭川市彫刻美術館
- 旧本間家住宅 5棟〔増毛郡増毛町〕
  - 主屋
  - 店舗
  - 附属屋
  - 呉服蔵
  - 醸造蔵
- 旧花田家番屋（北海道留萌郡小平町）〔留萌郡小平町〕 - 道の駅おびら鰊番屋
- 正行寺本堂（しょうぎょうじほんどう）〔厚岸郡厚岸町〕
- 旧双葉幼稚園園舎〔帯広市〕
- 旧網走監獄　3棟〔網走市〕 - 博物館網走監獄を参照　
  - 庁舎
  - 舎房及び中央見張所
  - 教誨堂
- 旧網走刑務所二見ヶ岡刑務支所（二見ヶ岡農場）5棟〔網走市〕 - 博物館網走監獄を参照
  - 庁舎
  - 舎房
  - 教誨堂及び食堂
  - 鍵鎖附着所
  - 炊場
- 旧三井銀行小樽支店　2棟〔小樽市〕
- ニッカウヰスキー余市蒸溜所施設 10棟〔余市郡余市町〕

## 青森県

### 弘前市
- 石場家住宅（青森県弘前市亀甲町）〔弘前市大字亀甲町〕
- 岩木山神社（いわきやまじんじゃ） 4棟〔弘前市百沢〕 
  - 本殿
  - 奥門
  - 瑞垣
  - 中門
- 岩木山神社拝殿
- 岩木山神社楼門
- 革秀寺本堂（かくしゅうじほんどう）〔弘前市大字藤代〕
- 木村産業研究所〔弘前市在府町〕
- 旧弘前偕行社（きゅうひろさきかいこうしゃ）〔弘前市大字御幸町〕
- 旧第五十九銀行本店本館〔弘前市大字元長町〕
- 熊野奥照神社本殿〔弘前市大字田町〕
- 最勝院五重塔〔弘前市大字銅屋町〕
- 誓願寺山門〔弘前市大字新町〕
- 高照神社 8棟2基〔弘前市大字高岡〕 - 明細は高照神社参照
- 長勝寺 2棟〔弘前市大字西茂森〕  
  - 本堂
  - 庫裏
- 長勝寺三門
- 長勝寺御影堂（ちょうしょうじみえいどう）
- 津軽家霊屋（つがるけたまや） 5棟〔弘前市大字西茂森〕 - 長勝寺参照
  - 環月臺
  - 碧巖臺
  - 明鏡臺
  - 白雲臺
  - 凌雲臺
- 津軽為信霊屋（つがるためのぶたまや）〔弘前市大字藤代〕 - 革秀寺
- 東照宮本殿〔弘前市大字笹森町〕
- 弘前学院外人宣教師館〔弘前市大字稔町〕
- 弘前城 8棟〔弘前市大字下白銀町〕 - 明細は弘前城参照
- 弘前城三の丸東門
- 弘前八幡宮 2棟〔弘前市〕
  - 本殿
  - 唐門
- 旧弘前藩諸士住宅〔弘前市〕

### その他
- 円覚寺薬師堂内厨子（えんかくじやくしどうないずし）〔西津軽郡深浦町〕
- 旧津島家住宅 6棟、土地〔五所川原市〕 - 明細は太宰治記念館 「斜陽館」参照
- 旧平山家住宅（青森県五所川原市湊） 2棟〔五所川原市〕
  - 主屋
  - 表門
- 高橋家住宅（青森県黒石市中町） 3棟〔黒石市〕
  - 主屋
  - 米蔵・味噌蔵
  - 文庫蔵
- 旧大湊水源地水道施設 3所〔むつ市〕
  - 第一引入口
  - 沈澄池堰堤 - 旧海軍大湊要港部水源地堰堤
  - 乙水槽
- 旧笠石家住宅（青森県上北郡十和田湖町）〔十和田市〕
- 江渡家住宅（えとけじゅうたく）（青森県三戸郡五戸町）〔三戸郡五戸町〕
- 櫛引八幡宮（くしひきはちまんぐう） 5棟〔八戸市〕 
  - 本殿
  - 旧拝殿
  - 南門
  - 末社神明宮本殿
  - 末社春日社本殿
- 清水寺観音堂（せいすいじかんのんどう）〔八戸市〕
- 南部利康霊屋（なんぶとしやすたまや）〔三戸郡南部町〕 - 三光寺
- 尻屋埼灯台〔下北郡東通村〕

## 岩手県
- 天台寺 2棟〔二戸市〕
  - 本堂
  - 仁王門
- 旧朴舘家住宅（岩手県二戸郡一戸町）（きゅうほおのきだてけじゅうたく） 2棟、土地〔二戸郡一戸町〕
  - 主屋
  - 土蔵
- 岩手銀行（旧盛岡銀行）旧本店本館〔盛岡市〕
- 岩手大学農学部 2棟（旧盛岡高等農林学校）〔盛岡市〕
  - 旧本館
  - 門番所
- 旧佐々木家住宅（旧所在 岩手県下閉伊郡岩泉町）〔盛岡市〕 - 岩手県立博物館内
- 旧第九十銀行本店本館〔盛岡市〕 - もりおか啄木・賢治青春館
- 旧中村家住宅（旧所在 岩手県盛岡市南大通） 3棟〔盛岡市〕
  - 主屋
  - 土蔵
  - はかりば
- 旧藤野家住宅（旧所在 岩手県江刺市伊手）〔盛岡市〕 - 岩手県立博物館内
- 伊藤家住宅（岩手県和賀郡東和町）〔花巻市〕
- 旧小原家住宅（岩手県和賀郡東和町）〔花巻市〕
- 毘沙門堂〔花巻市〕 - 成島毘沙門堂
- 旧菊池家住宅（旧所在 岩手県遠野市小友町）〔遠野市〕 - 伝承園内
- 千葉家住宅（岩手県遠野市綾織町） 5棟、土地〔遠野市〕
  - 主屋
  - 土蔵
  - 石蔵
  - 稲荷社
  - 大工小屋
- 旧菅野家住宅（旧所在 岩手県北上市口内町）（きゅうかんのけじゅうたく） 2棟〔北上市〕 - みちのく民俗村内
  - 主屋
  - 表門
- 多聞院伊澤家住宅（岩手県和賀郡和賀町）〔北上市〕（久那斗神社・北上市所有）
- 旧後藤家住宅（旧所在 岩手県江刺市広瀬）〔奥州市〕
- 旧高橋家住宅 7棟、土地〔奥州市〕
  - 主屋
  - 蔵座敷
  - 土蔵
  - 東板倉
  - 西板倉
  - 金庫蔵
  - 表門
- 正法寺（しょうぼうじ） 3棟〔奥州市〕
  - 本堂
  - 庫裏
  - 惣門
- 日高神社本殿（ひたかじんじゃほんでん）〔奥州市〕
- 願成就院宝塔（がんじょうじゅいんほうとう）〔西磐井郡平泉町〕 - 中尊寺子院
- 金色堂覆堂（こんじきどうおおいどう）〔西磐井郡平泉町〕 - 中尊寺金色堂参照
- 釈尊院五輪塔〔西磐井郡平泉町〕 - 中尊寺子院
- 中尊寺経蔵〔西磐井郡平泉町〕（大長寿院所有）
- 中尊寺金色堂  - 国宝（金色院所有）
- 白山神社能舞台〔西磐井郡平泉町〕
- 小岩井農場施設 21棟〔岩手郡雫石町〕 - 明細は小岩井農場#指定文化財を参照。
- 平井家住宅　6棟、土地〔紫波郡紫波町〕
  - 主屋
  - 表門
  - 南蔵
  - 北蔵
  - 米蔵
  - 造り蔵

## 宮城県
- 松本家住宅（宮城県加美郡小野田町）〔加美郡加美町〕
- 旧登米高等尋常小学校校舎（きゅうとよま - ）〔登米市〕
- 石井閘門（いしいこうもん）〔石巻市〕
- 鹽竈神社（しおがまじんじゃ） 14棟、1基〔塩竈市〕 - 明細は鹽竈神社参照
- 圓通院霊屋（えんつういんおたまや）〔宮城郡松島町〕
- 瑞巖寺御成門（ずいがんじおなりもん）〔宮城郡松島町〕
- 瑞巖寺庫裏及び廊下 2棟 - 国宝
- 瑞巖寺五大堂
- 瑞巖寺中門（ずいがんじちゅうもん）
- 瑞巖寺本堂（元方丈） - 国宝
- 陽徳院霊屋（ようとくいんたまや）〔宮城郡松島町〕
- 大崎八幡宮本殿、石の間、拝殿（1棟）〔仙台市青葉区〕 - 国宝
- 大崎八幡宮長床（おおさきはちまんぐうながとこ）
- 東照宮 5棟〔仙台市青葉区〕
  - 本殿
  - 唐門
  - 透塀
  - 随身門
  - 鳥居
- 東北学院旧宣教師館〔仙台市青葉区〕
- 陸奥国分寺薬師堂〔仙台市若林区〕
- 旧中澤家住宅（旧所在 宮城県名取市愛島塩手）〔名取市〕
- 洞口家住宅（ほらぐちけじゅうたく） 1棟、土地（宮城県名取市大曲）〔名取市〕
- 旧佐藤家住宅（宮城県角田市高倉）〔角田市〕
- 高蔵寺阿弥陀堂〔角田市〕
- 我妻家住宅（宮城県刈田郡蔵王町）（あがつまけじゅうたく） 4棟、土地〔刈田郡蔵王町〕
  - 主屋
  - 文庫蔵
  - 前蔵
  - 板蔵
- 旧大沼家住宅10棟、土地〔柴田郡村田町〕[1]  - 明細は旧大沼家住宅参照

## 秋田県

### 秋田市
- 旧秋田銀行本店本館 - 秋田市立赤れんが郷土館
- 旧黒澤家住宅（旧所在 秋田県秋田市中通三丁目） 5棟
  - 主屋
  - 表門
  - 土蔵
  - 米蔵
  - 木小屋
- 旧奈良家住宅（秋田県秋田市金足小泉） - 秋田県立博物館分館
- 嵯峨家住宅（秋田県秋田市大平目長崎） 2棟、土地
  - 主屋
  - 北米蔵
- 佐竹家霊屋（さたけけたまや） - 天徳寺参照
- 天徳寺 4棟
  - 本堂
  - 書院
  - 山門
  - 総門
- 藤倉水源地水道施設 2基1所
  - 堰堤
  - 放水路
  - 管理橋
- 三浦家住宅（秋田県秋田市金足黒川） 8棟、土地
  - 主屋
  - 米蔵
  - 文庫蔵
  - 味噌蔵
  - 土蔵
  - 馬小屋
  - 表門
  - 鎮守社

### その他
- 旧小坂鉱山事務所〔鹿角郡小坂町〕
- 康楽館〔鹿角郡小坂町〕
- 八幡神社〔大館市〕
  - 正八幡宮本殿
  - 若宮八幡宮本殿
- 旧阿仁鉱山外国人官舎（きゅうあにこうざんがいこくじんかんしゃ）〔北秋田市〕
- 金家住宅（こんけじゅうたく）〔北秋田市〕 4棟、土地
  - 洋館
  - 和館
  - 文庫蔵
  - 米蔵
- 大山家住宅（秋田県山本郡八竜町）〔山本郡三種町〕
- 赤神神社五社堂（あかがみじんじゃごしゃどう） 5棟〔男鹿市〕 
  - 三の宮堂
  - 客人権現堂
  - 赤神権現堂
  - 八王子堂
  - 十禅師堂
- 赤神神社五社堂（中央堂）内厨子
- 小玉家住宅 4棟、土地〔潟上市〕
  - 主屋
  - 文庫蔵
  - 米蔵
  - 車庫
- 神明社観音堂〔潟上市〕
- 草彅家住宅（秋田県仙北郡田沢湖町）（くさなぎけじゅうたく） 2棟〔仙北市〕
  - 主屋
  - 土間
- 古四王神社本殿（こしおうじんじゃほんでん）〔大仙市〕
- 旧池田家住宅洋館〔大仙市〕 - 旧池田氏庭園参照
- 波宇志別神社神楽殿（はうしわけじんじゃかぐらでん）〔横手市〕
- 佐藤家住宅 2棟〔横手市〕
  - 主屋
  - 文庫蔵
- 旧松浦家住宅 3棟〔横手市〕
  - 主屋
  - 座敷蔵
  - 米蔵
- 鈴木家住宅（秋田県雄勝郡羽後町） 2棟、土地〔雄勝郡羽後町〕
  - 主屋
  - 土蔵
- 三輪神社 2棟〔雄勝郡羽後町〕
  - 本殿
  - 境内社須賀神社本殿
- 土田家住宅（秋田県由利郡矢島町）〔由利本荘市〕
- 佐藤家住宅〔大仙市〕

## 山形県
- 旧風間家住宅 5棟〔鶴岡市〕
  - 主屋
  - 小座敷
  - 前蔵
  - 中蔵・奥蔵
  - 風呂場・便所
- 旧渋谷家住宅（旧所在 山形県東田川郡朝日村）〔鶴岡市〕 - 致道博物館敷地内
- 旧鶴岡警察署庁舎〔鶴岡市〕 - 致道博物館敷地内
- 旧西田川郡役所〔鶴岡市〕 - 致道博物館敷地内
- 金峯神社本殿（きんぽうじんじゃほんでん）〔鶴岡市〕
- 鶴岡カトリック教会天主堂〔鶴岡市〕
- 羽黒山五重塔〔鶴岡市〕 - 国宝（月山神社出羽神社湯殿山神社所有）
- 羽黒山三神合祭殿及び鐘楼（はぐろさんさんじんごうさいでんおよびしょうろう）2棟（月山神社出羽神社湯殿山神社所有） - 出羽三山参照
- 羽黒山正善院黄金堂（はぐろさんしょうぜんいんこがねどう）
- 水上八幡神社本殿（みなかみはちまんじんじゃほんでん）〔鶴岡市〕
- 旧青山家住宅 4棟、土地〔飽海郡遊佐町〕
  - 主屋
  - 小座敷
  - 東土蔵
  - 西土蔵
- 旧矢作家住宅（旧所在 山形県新庄市萩野）（きゅうやはぎけじゅうたく）〔新庄市〕
- 八幡神社 2棟〔新庄市〕 - 鳥越八幡神社
  - 本殿
  - 拝殿
- 旧有路家住宅（きゅうありじけじゅうたく）（山形県最上郡最上町）〔最上郡最上町〕
- 月山神社出羽神社湯殿山神社摂社月山出羽湯殿山三神社社殿（旧日月寺本堂）（がっさんじんじゃいではじんじゃゆどのさんじんじゃせっしゃがっさんいではゆどのさんさんじんじゃしゃでん（きゅうにちげつじほんどう））〔西村山郡西川町〕 - 岩根沢三山神社参照
- 旧柏倉家住宅 8棟、土地〔東村山郡中山町〕 
  - 主屋
  - 内蔵
  - 仏間
  - 前蔵
  - 北蔵
  - 大工小屋
  - 長屋門
  - 裏門
- 本山慈恩寺本堂（ほんざんじおんじほんどう）〔寒河江市〕
- 若松寺観音堂（じゃくしょうじかんのんどう）〔天童市〕
- 旧済生館本館（きゅうさいせいかんほんかん）〔山形市〕
- 旧松應寺観音堂（きゅうしょうおうじかんのんどう）〔山形市〕（個人所有）
- 旧山形師範学校本館〔山形市〕 - 山形県立博物館分館 教育資料館
- 鳥居〔山形市大字小立〕 - 鳥居ヶ丘、元木の石鳥居
- 八幡神社鳥居〔山形市蔵王成沢〕
- 山形県旧県庁舎及び県会議事堂 2棟〔山形市〕 - 文翔館
- 立石寺三重小塔（りっしゃくじさんじゅうのしょうとう）〔山形市〕
- 立石寺中堂
- 旧尾形家住宅（山形県上山市下生居）〔上山市〕
- 佐竹家住宅（山形県西村山郡朝日町）〔西村山郡朝日町〕
- 観音寺観音堂〔西置賜郡白鷹町〕
- 旧米沢高等工業学校本館〔米沢市〕 - 山形大学工学部

## 福島県

### 中通り・浜通り
- 旧伊達郡役所〔伊達郡桑折町〕
- 旧広瀬座〔福島市〕 - 福島市民家園内
- 旧亀岡家住宅〔伊達市〕
- 堂山王子神社本殿〔田村市〕
- 中山家住宅（福島県田村郡三春町）〔田村郡三春町〕
- 旧福島県尋常中学校本館〔郡山市〕 - 福島県立安積高等学校内安積歴史博物館
- 五輪塔〔石川郡玉川村〕 - 岩法寺
- 都々古別神社本殿（つつこわけじんじゃほんでん）〔東白川郡棚倉町〕

- 阿弥陀堂（白水阿弥陀堂）（あみだどう（しらみずあみだどう））〔いわき市〕 - 国宝（願成寺所有）
- 飯野八幡宮 7棟〔いわき市〕 - 明細は飯野八幡宮参照
- 専称寺 3棟〔いわき市〕
  - 本堂
  - 庫裏
  - 総門
- 旧武山家住宅（福島県原町市北原）〔南相馬市〕
- 相馬中村神社本殿・幣殿・拝殿（1棟）〔相馬市〕
- 八幡神社 4棟〔相馬市〕 - 涼ケ岡八幡神社
  - 本殿、幣殿、拝殿
  - 摂社若宮八幡宮本殿
  - 末社亀齢社本殿
  - 随身門

### 会津
- 旧高松宮翁島別邸（福島県迎賓館） 3棟〔耶麻郡猪苗代町〕
  - 居間棟
  - 玄関棟
  - 台所棟
- 旧馬場家住宅（旧所在 福島県南会津郡伊南村）〔耶麻郡猪苗代町〕
- 天鏡閣 3棟〔耶麻郡猪苗代町〕
  - 本館
  - 別館
  - 表門
- 延命寺地蔵堂〔会津若松市〕
- 旧正宗寺三匝堂（きゅうしょうそうじさんそうどう）〔会津若松市〕 - 通称「さざえ堂」（個人所有）
- 旧滝沢本陣横山家住宅（福島県会津若松市一箕町） 2棟〔会津若松市〕
  - 主屋
  - 座敷
- 八葉寺阿弥陀堂〔会津若松市〕
- 熊野神社長床（くまのじんじゃながとこ）〔喜多方市〕
- 勝福寺観音堂〔喜多方市〕
- 円満寺観音堂〔耶麻郡西会津町〕
- 勝常寺薬師堂〔河沼郡湯川村〕
- 恵隆寺観音堂（えりゅうじかんのんどう）〔河沼郡会津坂下町〕
- 旧五十嵐家住宅（福島県河沼郡会津坂下町）〔河沼郡会津坂下町〕
- 奥之院弁天堂〔河沼郡柳津町〕 - 円蔵寺
- 旧五十嵐家住宅（福島県南会津郡只見町）〔南会津郡只見町〕
- 成法寺観音堂（じょうほうじかんのんどう）〔南会津郡只見町〕
- 弘安寺旧観音堂厨子〔大沼郡会津美里町〕
- 常福院薬師堂〔大沼郡会津美里町〕
- 福生寺観音堂（ふくしょうじかんのんどう）〔大沼郡会津美里町〕
- 法用寺本堂内厨子及び仏壇（1具）〔大沼郡会津美里町〕
- 観音堂〔南会津郡下郷町〕 - 中ノ沢観音堂（旭田寺所有）